# Episodi di Tandem (seconda stagione)
La seconda stagione della serie televisiva Tandem, composta da 12 episodi, ha debuttato su France 3 il 22 maggio e si è conclusa il 26 giugno 2018.
In Italia, la stagione è andata in onda dal 16 aprile al 21 maggio 2019 sul canale Giallo.
| nº | Titolo originale          | Titolo italiano            | Prima TV Francia | Prima TV Italia |
| -- | ------------------------- | -------------------------- | ---------------- | --------------- |
| 1  | Dans les mailles du filet | Tra le maglie della rete   | 22 maggio 2018   | 16 aprile 2019  |
| 2  | Le monde du silence       | Il mondo del silenzio      | 22 maggio 2018   | 16 aprile 2019  |
| 3  | Instinct de survie        | Istinto di sopravvivenza   | 29 maggio 2018   | 23 aprile 2019  |
| 4  | À la vie, à la mort       | Per la vita, per la morte  | 29 maggio 2018   | 23 aprile 2019  |
| 5  | Le mal des profondeurs    | Paura delle profondità     | 5 giugno 2018    | 30 aprile 2019  |
| 6  | Pic Saint-Loup            | Un vino pregiato           | 5 giugno 2018    | 30 aprile 2019  |
| 7  | Obscura                   | Oscura                     | 12 giugno 2018   | 7 maggio 2019   |
| 8  | Le serment des compagnons | Il giuramento dei compagni | 12 giugno 2018   | 7 maggio 2019   |
| 9  | Touché coulé              | Colpito e affondato        | 19 giugno 2018   | 14 maggio 2019  |
| 10 | Meurtre en Ovalie         | Di padre in figlio         | 19 giugno 2018   | 14 maggio 2019  |
| 11 | Via tolosana              | Via Tolosana               | 26 giugno 2018   | 21 maggio 2019  |
| 12 | À contre-courant          | Contro corrente            | 26 giugno 2018   | 21 maggio 2019  |